# Mike Weaver (boxare)
Michael Dwayne Weaver, född den 13 juni 1951 i Gatesville, Texas, USA, är en amerikansk före detta professionell boxare som under åren 1980-82 var världsmästare i tungvikt för organisationen WBA. 

## Karriär
I slutet av 1978 fick Weaver ett nytt team och ny manager och presterade därpå fem raka knockoutsegrar, varav två kom över topprankade motståndare. I oktober 1978 blev han först slagen i golvet för att sedan resa sig och slå ut colombianen Bernardo Mercado i femte ronden, och i januari 1979 slog Weaver ut sin gamle antagonist Stan Ward i rond 9 för att vinna USBA-tungviktstiteln.
Dessa vinster tog honom till en match om VM-titeln mot den obesegrade WBC-mästaren Larry Holmes i New Yorks Madison Square Garden i juni 1979. Den nya kabelkanalen HBO köpte rättigheterna till matchen eftersom Weaver var så nederlagstippad att de stora TV-bolagen inte tyckte det var värt att satsa någon tid och pengar på.
Men Weaver visade sig emellertid vara bättre än väntat och gav mästaren en tuff match. Holmes vann ändå till sist på TKO i den tolfte ronden.

### Världsmästare
Nio månader senare, 31 mars 1980, skulle dock Weaver få sitt bälte när han i Stokley Athletics Center, Knoxville utmanade John Tate om WBA:s världsmästartitel. Weaver slog mästaren knockout i den femtonde ronden när endast 45 sekunder återstod av matchen. Tate var vid tillfället före på alla domarkort och hade således bara behövt stå tiden ut för att behålla sin titel.

#### Förlorad titel efter tidigt slut
Weaver försvarade sin titel framgångsrikt mot Gerrie Coetzee och James Tillis innan han i december 1982 kontroversiellt förlorade den till landsmannen Michael Dokes på TKO efter endast 1.03 av den första ronden. Domaren stoppade matchen till synes alltför tidigt, buropen från publiken var många och anklagelser haglade att matchen var uppgjord. Weaver själv verkade inte skakad men desto mer upprörd över beslutet. Bråk utbröt i ringen när Dokes ville ha Weavers bälte och speakern fann det för bäst att inte ens tillkännage resultatet av matchen.
Bakgrunden till att domaren bröt matchen så tidigt hade dock att göra med en annan boxningsmatch i Caesars Palace fyra veckor tidigare; mellan Ray Mancini och Duk Koo Kim där Kim efter 14 hårda ronder dog av en hjärnskada. Tjänstemännen i Nevada State Athletic Commission påpekade följdriktigt för alla de inblandade i matchen Weaver-Dokes att skydda boxarnas hälsa för att undvika en ny dödsmatch, något domare Curtis efter matchen också förmedlade: "...att jag inte ville ha en ny Duk Koo Sim på mitt samvete" (feluttalande Kims efternamn).
I returmatchen, som beordrades av WBA, stod Weaver tiden ut men Dokes behöll sitt bälte då matchen slutade oavgjort efter 15 ronder.

### Ny titelmatch
Weaver fick i juni 1985 chansen att bli världsmästare en andra gång då han mötte Pinklon Thomas i Las Vegas om WBC:s bälte. Thomas vann dock på teknisk knockout i den åttonde ronden.

### Slutet
Weaver fortsatte att boxas ända fram till år 2000. Han gick då sin sista match, mot den gamle mästaren Larry Holmes, som han förlorade på TKO i rond 6.